# پواتیه

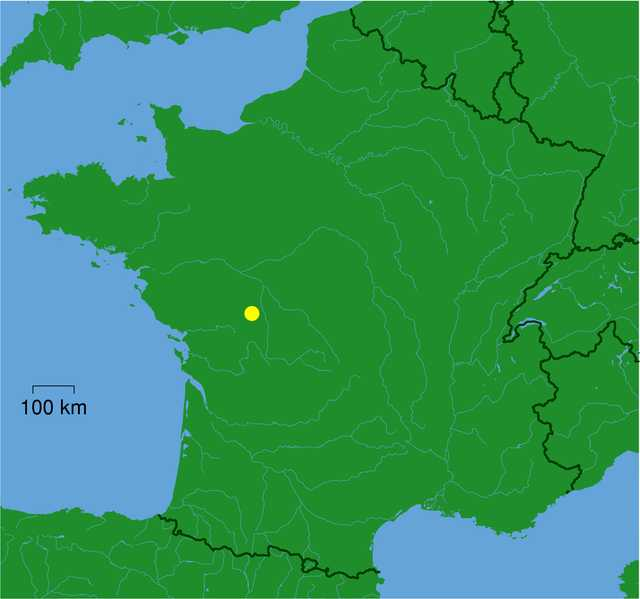
جایگاه پواتیه در نقشهٔ فرانسه

پواتیه (به فرانسوی: Poitiers) نام شهری‌است بر کرانهٔ رود کلن و در باختر کشور فرانسه. پواتیه مرکز ناحیه پواتو-شارنت و بخش وین می‌باشد. پواتیه شهری خوش‌منظره می‌باشد و یادگارهای بسیاری از معماری رومی را در خود نگاه داشته‌است. این شهر در دورهٔ پایانی سده‌های میانه نقش بسیاری در تاریخ آن زمان داشته‌است.
جمعیت این شهر برپایهٔ سرشماری ۲۰۰۸؛ ۹۱٬۳۹۵ تن برآورد شده‌است.

## خیابان‌ها
در تاریخ ۱۶ مارس ۲۰۱۱ میلادی، یکی از خیابان‌های شهر پواتیه در فرانسه تغییر نام یافت و به نام «شیرین عبادی»، فعال حقوق بشر ایرانی و برنده جایزه صلح نوبل نام‌گذاری شد. شهر پواتیه در نزدیکی پاریس واقع شده‌است و دومین شهر با اهمیت دانشگاهی در این کشور محسوب می‌شود.

## شهرهای خواهر
- نوردهمپتون بریتانیا
- ماربورگ آلمان
- لافیات لوئیزیانای آمریکا
- کوئیمبرای پرتغال
- یاروسلاول روسیه
- لاشی رومانی
- موندوی چاد
- اگلسبرگ اتریش